# Pseudanthias
Genre
Pseudanthias est un genre de poissons de la famille des Serranidae.

## Liste des espèces
- Pseudanthias albofasciatus (Fowler and Bean, 1930)
- Pseudanthias aurulentus (Randall and McCosker, 1982)
- Pseudanthias bartlettorum (Randall and Lubbock, 1981)
- Pseudanthias bicolor (Randall, 1979)
- Pseudanthias bimaculatus (Smith, 1955)
- Pseudanthias caesiopercula (Whitley, 1951)
- Pseudanthias calloura Ida and Sakaue, 2001
- Pseudanthias carlsoni Randall and Pyle, 2001
- Pseudanthias caudalis Kamohara and Katayama, 1959
- Pseudanthias cichlops (Bleeker, 1853)
- Pseudanthias connelli (Heemstra and Randall, 1986)
- Pseudanthias conspicuus (Heemstra, 1973)
- Pseudanthias cooperi (Regan, 1902)
- Pseudanthias dispar (Herre, 1955)
- Pseudanthias elongatus (Franz, 1910)
- Pseudanthias engelhardi (Allen and Starck, 1982)
- Pseudanthias evansi (Smith, 1954)
- Pseudanthias fasciatus (Kamohara, 1954)
- Pseudanthias flavicauda Randall and Pyle, 2001
- Pseudanthias flavoguttatus (Katayama and Masuda, 1980)
- Pseudanthias fucinus (Randall and Ralston, 1985)
- Pseudanthias georgei (Allen, 1976)
- Pseudanthias heemstrai Schuhmacher, Krupp and Randall, 1989
- Pseudanthias hiva Randall and Pyle, 2001
- Pseudanthias huchtii (Bleeker, 1857)
- Pseudanthias hutomoi (Allen and Burhanuddin, 1976)
- Pseudanthias hypselosoma Bleeker, 1878
- Pseudanthias ignitus (Randall and Lubbock, 1981)
- Pseudanthias leucozonus (Katayama and Masuda, 1982)
- Pseudanthias lori (Lubbock and Randall in Fourmanoir and Laboute, 1976)
- Pseudanthias lunulatus (Kotthaus, 1973)
- Pseudanthias luzonensis (Katayama and Masuda, 1983)
- Pseudanthias manadensis (Bleeker, 1856)
- Pseudanthias marcia Randall and Hoover, 1993
- Pseudanthias mooreanus (Herre, 1935)
- Pseudanthias nobilis (Franz, 1910)
- Pseudanthias olivaceus (Randall and McCosker, 1982)
- Pseudanthias parvirostris (Randall and Lubbock, 1981)
- Pseudanthias pascalus (Jordan and Tanaka, 1927)
- Pseudanthias pictilis (Randall and Allen, 1978)
- Pseudanthias pleurotaenia (Bleeker, 1857)
- Pseudanthias privitera Randall and Pyle, 2001
- Pseudanthias pulcherrimus (Heemstra and Randall, 1986)
- Pseudanthias randalli (Lubbock and Allen, 1978)
- Pseudanthias regalis (Randall and Lubbock, 1981)
- Pseudanthias rubrizonatus (Randall, 1983)
- Pseudanthias rubrolineatus (Fourmanoir and Rivaton, 1979)
- Pseudanthias sheni Randall and Allen, 1989
- Pseudanthias smithvanizi (Randall and Lubbock, 1981)
- Pseudanthias squamipinnis (Peters, 1855)
- Pseudanthias taeniatus (Klunzinger, 1884) — Anthias de la mer Rouge
- Pseudanthias taira Schmidt, 1931
- Pseudanthias thompsoni (Fowler, 1923)
- Pseudanthias townsendi (Boulenger, 1897)
- Pseudanthias tuka (Herre and Montalban in Herre, 1927)
- Pseudanthias unimarginatus Randall,  2011
- Pseudanthias venator Snyder, 1911
- Pseudanthias ventralis (Randall, 1979)
- Pseudanthias xanthomaculatus (Fourmanoir and Rivaton, 1979)